# Wasserturm Eckernförde
| Wasserturm Eckernförde-Borby | Wasserturm Eckernförde-Borby |
| Wasserturm                   | Wasserturm                   |
| Daten                        | Daten                        |
| ---------------------------- | ---------------------------- |
| Baujahr:                     | 1926                         |
| Turmhöhe:                    | 17 m                         |
| Nutzhöhe:                    | 10,6 m                       |
| Behälterart:                 | Zylindrischer Behälter       |
| Volumen des Behälters:       | 120 m³                       |
| Nutzung:                     | Wasserversorgung der Stadt   |
| Betriebszustand:             | in Betrieb                   |

Der Wasserturm Eckernförde im Eckernförder Ortsteil Borby ist vom Bystedtredder aus zu sehen. Er liegt auf einer Anhöhe zwischen Bystedtredder und Bürgermeister-Heldmann-Straße und ist von Gartengrundstücken umgeben.

## Bauwerk
Der 17 Meter hohe Wasserturm wurde 1926 von der der Kieler Beton- und Eisenbetonbaufirma Förster errichtet. Es ist ein schlichter, zylindrischer Baukörper mit pfannengedecktem Kegeldach. Das Dach wird abgeschlossen von einer Windrose mit einer Wetterfahne in Form eines Fisches. Unterhalb des Dachs befindet sich ein Kranz einfacher Fenster zur Belichtung des Behälterbereichs. Der Behälter fasst 120 Kubikmeter Wasser. Im Erdgeschoss, von der Vegetation verdeckt, weist der Turm einen weiteren Kranz von Fenstern auf.

## Geschichtliches zur Wasserversorgung Eckernfördes
Wie in vielen anderen Gemeinden, zeigte sich um 1900, dass die herkömmliche dezentrale Wasserversorgung den hygienischen Anforderungen nicht mehr genügte. Infolge von Bevölkerungswachstum und Industrialisierung verschlechterte sich die Wasserqualität vieler privater Brunnen. In Eckernförde entstanden zunächst nur kleinere Wasserwerke in neuen Siedlungsgebieten.
Eines der kleineren Projekte wurde 1919 mit einem Wasserbehälter am Bystedtredder an der Schleswiger Straße gebaut. Um höhere Wohnanlagen besser versorgen zu können, wurde der Behälter 1926 durch den beschriebenen Turm ersetzt.
Erst Ende der 1920er bis Anfang der 1930er Jahre wurde ein Versorgungsnetz für die gesamte Stadt aufgebaut, indem kleinere Einheiten zusammengeführt und modernisiert wurden. Im Zuge der Maßnahmen entstanden weitere Tiefbrunnen und ein Wasserhochbehälter am Brennofenweg, der heute noch in Betrieb ist.
Die Trinkwasserversorgung Eckernfördes erfolgt durch die Stadtwerke Eckernförde GmbH. Inhaber der Gesellschaft ist zu 100 Prozent die Stadt Eckernförde.